# Eriocaulon sexangulare
Eriocaulon sexangulare är en gräsväxtart som beskrevs av Carl von Linné. Eriocaulon sexangulare ingår i släktet Eriocaulon och familjen Eriocaulaceae. Inga underarter finns listade i Catalogue of Life.